# Tipula austrovolens
Tipula austrovolens är en tvåvingeart som beskrevs av Alexander 1951. Tipula austrovolens ingår i släktet Tipula och familjen storharkrankar.
Artens utbredningsområde är Bolivia. Inga underarter finns listade i Catalogue of Life.